# Обухівський район (1923—2020)

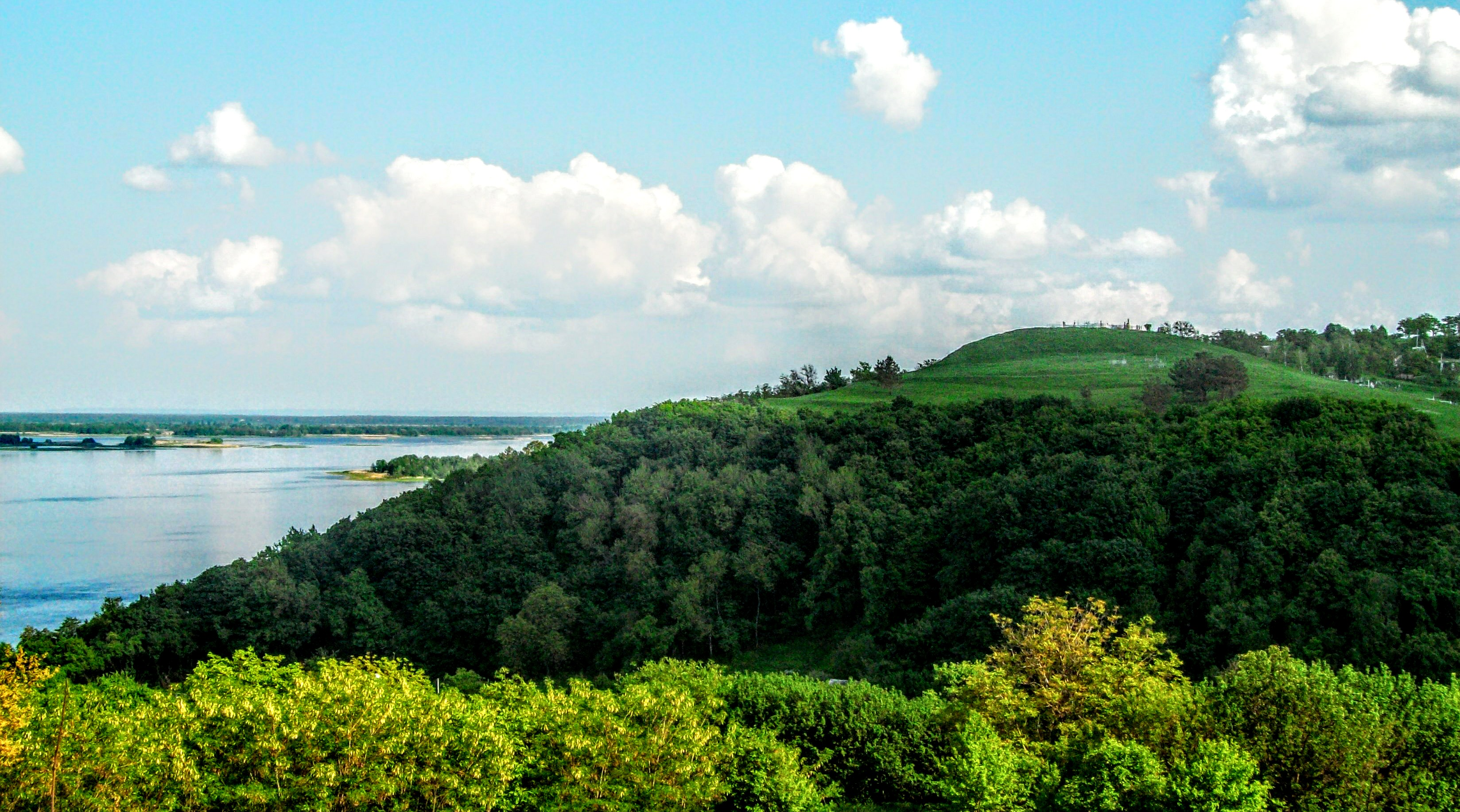
Краєвид Дніпра біля селища Витачів Обухівського району

Обу́хівський райо́н — колишній район України у центральній частині Київської області на правому березі Дніпра. Землі району з півночі починаються на 30-у кілометрі від м. Києва обабіч автотраси Київ—Донецьк і простягаються на південь до 60-го кілометра. Районний центр — Обухів. Населення району становить 35 184 чол., (на 1 травня 2018). Площа району 773 км². Утворено 15 грудня 1966 року.
17 липня 2020 року було укрупнено внаслідок адміністративно-територіальної реформи.

## Історія

### Археологічні дослідження
У течії віків на території Обухівського району проіснували всі археологічні культури, які пережила людська цивілізація в Україні. З-поміж них світову відомість здобула трипільська хліборобська культура, відкрита і досліджена вченим-археологом В. Хвойкою, пам'ятник якому встановлено біля Київського обласного археологічного музею.

### Київська Русь
Хвойка та його послідовники дослідили тут також підгірцівську, зарубинецьку, черняхівську культури, пам'ятки яких засвідчують древність буття на придніпрянській землі і те, що в усі епохи право на це буття здобувалося ним у боротьбі. Так було і за давньоруських часів, коли по річках краю Стугні та Красній значними опорними пунктами були літописні городи-фортеці Витачів (найдревніше поселення району), Триполь, Халеп, Святополч (Новгород Святополків), що існував у межах сучасного села Витачів, Красн, Тумащ. Серед усіх сучасних населених пунктів району у древніх літописах вперше згадується Витачів (950 рік). Згодом з'являються відомості про Треполь (сучасне Трипілля, 1032 рік), та Халеп (1093 рік).
У фортифікаційних спорудах Володимирської доби важливе місце займали оборонні вали, що збереглися до наших часів, одержавши назву Змієві вали. Стугнянська група земляних укріплень простягалася трьома лініями і кількома відрогами. Починалися вони над Дніпром, біля Трипілля, і тяглися: північна лінія — лівим берегом Стугни на Васильків; середня — правим берегом Стугни на Митницю; південна — лівобережжям р. Красної на Обухів, Григорівку, Германівку, Вільшанку, Лосятин, Фастів. Вали цих укріплень були заввишки 7-8 м, глибиною до 5 м, шириною до 15 м. Залишки валів є біля Деремезни, Перегонівки, Степка, Малої Вільшанки, на полях біля Григорівки і Германівки. А хутір Шевченків донедавна так і називався — Підвалок. Легенда розповідає, що ці вали завдячують появою богатиреві Кожум'яці, який, запрігши в плуга Змія, орав ним до тих пір, поки той зовсім пристав, почав проситися, напився води з річки, застогнав і здох. Річка, з якої Змій напився, дістала назву — Стугна.
Визначне місце за княжих часів у військовому, торговельному і політичному житті Київської держави посідав город-фортеця Триполь. З літописних джерел видно, що Триполь був осередком удільного Трипільського князівства — східного форпосту на підступах до Києва.
До руїни привів давньоруську Україну давній її ворог — кочова Азія. В край прийшла татаро-монгольська орда: першими в 1223 році були зруйновані монголами городи Витачів і Святополч (заснований 1095 року); 1239 року зруйновано Халеп, Варин, Красн; 1240 року — Батий узяв Триполь. Найбільша битва з Батиєвою ордою в серпні 1240 року відбулася неподалік Копачева — над Стугною, біля гори Остриці, на якій знаходився город Тумаш. Після цієї поразки русичі вже не могли чинити опору монголам — з падінням Києва на Русі-Україні запанувала монгольська навала.

### Козаччина
У 1590-х роках розгорнувся великий козацький рух. Найбільш драматичні й доленосні події відбувалися на цій території в вересні 1651 року. Після поразки козацького війська під Берестечком польська армія на чолі з гетьманами М. Потоцьким і М. Калиновським вторглася на Київщину і стала табором у Германівці. Тут з нею з'єдналося військо литовського гетьмана Януша Радзивілла, що прийшло з Києва. Хмельницький розташував свій табір неподалік Перегонівки. Навколо цих таборів розгорілися виснажливі тритижневі бої, що велися на копачівських, маловільшанських, германівських, перегонівських полях. Є відомості про жорстокий бій полку Антона Ждановича з жовнірами Мартина Калиновського біля Підгірців. Особливо відзначився в тих бойових діях Київський полк, до складу якого входили обухівська і трипільська сотні. Після цих боїв був укладений відомий Білоцерківський договір.
За гетьманування Івана Виговського 11 вересня 1659 року в містечку Германівці було скликано козацьку раду, на яку прибули два ворогуючі табори — І.Виговського та І.Сірка з Юрієм Хмельницьким. На цій чорній раді Виговського скинуто з гетьманства, що поклало початок тридцятирічній громадянській війні, відомій під назвою Руїна.

### Визвольні змагання
Під час визвольних змагань широких масштабів у Київській губернії набув рух повстанських селянських загонів зелених, яких очолював трипілець, отаман Данило Зелений.

### Радянська влада
Обухівський район утворений 7 березня 1923 у складі Київської округи з центром в Обухові з Обухівської, Трипільської і частини Велико-Дмитріївської волості (села Старі і Нові Безрадичі).
27 березня 1925 до району приєднане с. Витачів Ржищівського району.
3 червня 1925 приєднана Велико-Вільшанська сільрада розформованого Ксаверівського району Білоцерківської округи, і В. Дмитріївська, Козинська, М. Дмитріївська, Підгоріцька і Ходосівська сільради розформованого Хотівського району.
Після ліквідації округ 15 вересня 1930 райони передані в пряме підпорядкування УСРР..
27 лютого 1932 року увійшов до складу новоутвореної Київської області.

### Голодомор та репресії
У 1920—1930 роках комуністичний режим використав усі засоби, щоб виграти війну проти українського селянства. Терор голодом був свідомо використаний як зброя: мільйони українців померли, внаслідок чого Сталін виграв цю війну. У підсумку, національний та соціальний опір українців було придушено на багато років. Голодомор, як репресивна політика, має всі ознаки злочину держави проти власного народу. Адже саме вона, комуністична держава, ухвалювала політичні рішення, реалізація яких призвела до масового народовбивства, під час якого голод 1932—1933 років забрав життя близько 19 000 мешканців Обухівського району.
За свідченнями очевидців, з голоду померли: на хуторі Безіменному — 10 осіб, на хуторі Березове — 35 чоловік, в с. Великі Дмитровичі близько 400 осіб, у с.Верем'я — близько 500 осіб, у Витачеві — 750 осіб, в Германівці — близько 600 осіб, у Германівській Слободі (нині — Красна Слобідка) — близько 450 осіб, в Григорівці — близько 250 осіб, в Гусачівці — близько 300 жителів, в с. Дерев'яна — близько 300 мешканців, в с. Долина — 350 осіб, в Жуківцях — близько 500 осіб, на хуторі Капустяне −10 осіб, в Козині — 180 осіб, в Козіївці — близько 100 осіб, в Копачеві — близько 10 осіб, в Красному — 200 осіб, на хуторі Кулі — близько 20 осіб, в с. Креничі — 20 осіб, на хуторі Макарові — 20 осіб, в с. Мала Вільшанка — близько 420 жителів, в с. Малі Дмитровичі — близько 100 осіб, в с. Нові Безрадичі — близько 100 осіб, в с. Нещерові — близько 300 осіб, в с. Старі Безрадичі — близько 350 осіб, в Обухові — близько 2000 жителів, у Перегонівці — 250 осіб, у Матяшівці — 112 осіб, у с. Перше Травня — близько 200 осіб, на хуторі Плюти — близько 20 осіб, в Підгірцях — близько 350 жителів, на хуторі Романків — 20 осіб, в Семенівці — 180 осіб, на хуторі Степок — близько 10 осіб, на хуторі Тарасівка — близько 10 осіб, у Трипіллі — близько 1500 осіб, в Українці — близько 100 жителів, у Халеп'ї- близько 400 осіб, в Щербанівці — близько 200 жителів.
Від 1990-х років і досьогодні жертвам голодомору на цвинтарях усіх сіл району встановлено поминальні хрести; в Обухові, Германівці, Щербанівці, Красній Слобідці, Великих Дмитровичах, Старих Безрадичах, Першому Травні, Малій Вільшанці, Трипіллі, Деремезні, Витачеві споруджено пам'ятники і пам'ятні знаки.
Великого удару завдали району розкуркулення і репресії 1937–1938 років, під які потрапило багато селянських сімей.
4 квітня 1937 до району приєднана вилучена зі складу приміської смуги Київської міської ради Ходосівська сільська рада.
20 червня 1937 Ходосівська сільська рада перейшла до складу Київського району.

### Радянсько-німецька війна
30 липня 1941 року німецькі танки ввірвалися в Обухів. На Трипільському плацдармі бої точилися ще до 20 серпня — три тижні вдень і вночі. Трипілля обороняв 27-й мотострілецький полк 26-ї армії Південно-Західного фронту, яким командував М. Кирпонос. Виснажливі бої на Трипільському плацдармі змусили німців на деякий час припинити наступ на Київ.
Восени 1942 року в Обухові створилася підпільна організація, до якої ввійшли М. Сподаренко, Є. Жевага, В. Вараков та інші. Тоді ж у Козинському лісі організувався партизанський загін.
Наприкінці червня 1943 року до Обухова на бронемашинах прибув загін есесівців, почалися арешти серед населення. Заарештованих жорстоко катували. В ніч на 1 липня 1943 року покатованих жителів зі школи, яку перетворили у в'язницю, вивезли в урочище Розкопану, біля Трипілля, і там розстріляли. Тієї жахливої ночі було вбито більш як півтисячі громадян Обухівщини, більшість з яких були особами єврейської національності: багато жінок, дітей, стариків. На місці масового розстрілу зараз стоїть пам'ятник-обеліск з меморіальною дошкою. Урочище Розкопану називають у народі «Обухівський Бабин Яр».
8 листопада 1943 року в Обухів увійшли частини 38-ї армії першого Українського фронту. 8 листопад частини 206-ї стрілецької дивізії 27-ї армії, які успішно форсували Дніпро, та остаточно витіснили частини вермахту з міста Обухів. Кілька днів війська фронту продовжували наступальні дії, а 12 листопада лінія фронту стабілізувалася: вона пролягла тією місцевістю, де у ХУІІІ столітті був польсько-російський кордон. Бої затягнулися на 2 місяці — з 12 листопада 1943 по 7 січня 1944 року, нагромаджуючи потенціал для подальшого розвитку наступальних операцій Радянської армії.
На фронтах війни загинуло 5870 жителів Обухівщини.

### Повоєнний період
Ліквідований 30 грудня 1962 року, територія перейшла до Кагарлицького району.
8 грудня 1966 знову створений Обухівський район (центр — селище Обухів) у складі Обухівської селищної ради; Верем'яцької, Витачівської, Григорівської, Дерев'янської, Деремезнянської, Долинської, Жуківцівської, Красненської Першої, Красненської Другої, Краснослобідської, Перегонівської, Семенівської, Трипільської, Української, Халеп'янської, і Щербанівської сільрад Кагарлицького району; Великодмитровицької, Копачівської, Маловільшанської, Підгірцівської і Старобезрадичіської сільрад Васильківського району; Козинської селищної ради Києво-Святошинського району.
Двом післявоєнним поколінням довелося у важких трудах відбудовувати і ставити на ноги зруйноване воєнним лихоліттям народне господарство. Великий вплив на індустріалізацію Обухівщина мало в 1970-х роках будівництво Трипільської ДРЕС і міста енергетиків Українки. Ще один індустріальний стрибок було зроблено у 1980-х роках, коли біля Обухова розгорнулося будівництво Трипільського промислового вузла. В місті виросло два житлових мікрорайони, населення зросло втроє.

## Адміністративний устрій
Адміністративно-територіально район поділяється на 1 міську раду, 1 селищну раду та 21 сільську раду, які об'єднують 43 населені пункти і підпорядковані Обухівській районній раді. Адміністративний центр — місто Обухів, яке є містом обласного значення та не входить до складу району.

## Населення
Розподіл населення за віком та статтю (2001):
| Стать | Всього | До 15 років | 15-24 | 25-44  | 45-64 | 65-85 | Понад 85 |
| --- | ------ | ----------- | ----- | ------ | ----- | ----- | -------- |
| Чоловіки | 33 133 | 6340        | 5244  | 10 660 | 8165  | 2648  | 76       |
| Жінки | 38 373 | 6059        | 5223  | 11 592 | 9643  | 5366  | 490      |
| \| Статево-вікова піраміда \| Статево-вікова піраміда \| Статево-вікова піраміда \| \| ----------------------- \| ----------------------- \| ----------------------- \| \| Чоловіки \| Вік \| Жінки \| \| 76 \| 85 + \| 490 \| \| 183 \| 80-84 \| 683 \| \| 467 \| 75-79 \| 1399 \| \| 928 \| 70-74 \| 1725 \| \| 1070 \| 65-69 \| 1559 \| \| 2334 \| 60-64 \| 3019 \| \| 1281 \| 55-59 \| 1689 \| \| 2041 \| 50-54 \| 2303 \| \| 2509 \| 45-49 \| 2632 \| \| 3014 \| 40-44 \| 3289 \| \| 2708 \| 35-39 \| 3264 \| \| 2461 \| 30-34 \| 2531 \| \| 2477 \| 25-29 \| 2508 \| \| 2330 \| 20-24 \| 2287 \| \| 2914 \| 15-20 \| 2936 \| \| 2940 \| 10-14 \| 2804 \| \| 1991 \| 5-9 \| 1901 \| \| 1409 \| 0-4 \| 1354 \| |        |             |       |        |       |       |          |
| Статево-вікова піраміда |        |             |       |        |       |       |          |
| Чоловіки | Вік    | Жінки       |       |        |       |       |          |
| 76 | 85 +   | 490         |       |        |       |       |          |
| 183 | 80-84  | 683         |       |        |       |       |          |
| 467 | 75-79  | 1399        |       |        |       |       |          |
| 928 | 70-74  | 1725        |       |        |       |       |          |
| 1070 | 65-69  | 1559        |       |        |       |       |          |
| 2334 | 60-64  | 3019        |       |        |       |       |          |
| 1281 | 55-59  | 1689        |       |        |       |       |          |
| 2041 | 50-54  | 2303        |       |        |       |       |          |
| 2509 | 45-49  | 2632        |       |        |       |       |          |
| 3014 | 40-44  | 3289        |       |        |       |       |          |
| 2708 | 35-39  | 3264        |       |        |       |       |          |
| 2461 | 30-34  | 2531        |       |        |       |       |          |
| 2477 | 25-29  | 2508        |       |        |       |       |          |
| 2330 | 20-24  | 2287        |       |        |       |       |          |
| 2914 | 15-20  | 2936        |       |        |       |       |          |
| 2940 | 10-14  | 2804        |       |        |       |       |          |
| 1991 | 5-9    | 1901        |       |        |       |       |          |
| 1409 | 0-4    | 1354        |       |        |       |       |          |

Національний склад населення району за переписом 2001 року
- українці — 88,9%
- росіяни — 9,4%
- білоруси — 0,6%
- поляки — 0,2%

## Транспорт
Головною автомобільною магістраллю району є автошлях Н 01, який перетинає район з півночі на південь і зв'язує районний центр із обласним. Сполучення із Києвом здійснюється також трасою Р 01. Із заходу на схід район перетинає шлях Р 19.
Обухівським районом проходить одноколійна залізниця Київ—Миронівка, функціонують станції Нові Безрадичі, Трипілля-Дніпровське, 1 роз'їзд і 7 зупинних пунктів. Протягом дня залізницею прямує 3 приміські електропоїзди в обидвох напрямках. Ділянка переважно використовується для вантажних поїздів та поїздів далекого сполучення.
Не зважаючи на вихід до Дніпра, судноплавство в районі розвинене слабо. В Українці та Козині функціонують яхт-клуби.

## Природно-заповідний фонд

### Гідрологічні заказники
Копачівський, Урочище Гощів.

### Ландшафтні заказники
Заплавний, Козинський (загальнодержавного значення), Копачівські схили, Обухівський, Пролісок, Урочище Калинове, Щербанівський.

### Лісові заказники
Стугна (загальнодержавного значення).

### Заповідні урочища
Верем'я.

### Ботанічні пам'ятки природи
Адоніс, Вікові дерева дуба звичайного, Городище «Городок», Дуб довгожитель, Таценківські дуби-велетні.

### Комплексна пам'ятки природи
Городище • Ревина гора.

## Екскурсійні маршрути
На Обухівщині пропонується три основних туристичних та екскурсійних маршрути.
Перший. Місцями відкриття і дослідження археологічних пам'яток: трипільська, підгірцівська, зарубинецька, черняхівська археологічні культури, пам'ятки часів Київської Русі. Маршрут проляже населеними пунктами: Українка, Трипілля, Халеп'я, Витачів, Верем'я, Жуківці. Центр цього маршруту — Київський обласний археологічний музей с. Трипілля та приватний Історико-археологічний музей «Прадавня Аратта — Україна» [Архівовано 22 грудня 2020 у Wayback Machine.].
Самостійним центром екскурсійного маршруту є село Витачів — найдревніше літописне поселення району, що відоме з 957 року як великий порт на Дніпрі. В селі мальвнича гора Городище з дерев'яною каплицею, спорудженою за проектом Т. Г. Шевченка, млин, декорації кінозйомок у вигляді старих сільських хат, городище древнього міста Новгород-Святополчий (існував до 1223 року], рештки древньоруського дитинця, низка пам'ятних знаків і пам'ятних дощок, краєзнавчим музеєм. І все це на фоні неймовірно красивих краєвидів села.
Другий. Місцями знаходження пам'яток доби Київської Русі. Древньоруські городища — Старі Безрадичі, Трипілля, Халеп'я, Германівка, Копачів. Центр цього маршруту село Трипілля.
Третій. Місцями подій, пов'язаних з українським козацтвом: Трипілля, Германівка, Копачів, Обухів. Центр цього маршруту — Трипілля.
Цікавим може бути і четвертий маршрут: «Літературно-мистецька Обухівщина». Маршрут населеними пунктами-Плюти, Щерванівка, Красне, Германівка, Обухів. Центр маршруту м. Обухів. В Обухівському музеї зберігаються домашні архіви видатних письменників сучасності Григорія Косинки та Андрія Малишка. Є музеї і музейні експозиції про творчу діяльність обох цих літераторів, їм встановлено пам'ятники і пам'ятні дошки. У м. Українка є меморіальна дошка на честь Василя Чухліба. Відкриті експозиції про творчість письменників і поетів, зв'язаних з Малишковим краєм.
Одним з найперспективніших видів туризму на території Обухівщини пропонується туристичний маршрут вихідних днів для туристів міста Києва і його довкілля.

## Екскурсійні об'єкти
- Історико-археологічний музей «Прадавня Аратта — Україна» [Архівовано 22 грудня 2020 у Wayback Machine.] (с. Трипілля)
- Київський обласний археологічний музей (с. Трипілля)
- Богодільня (с. Германівка)
- Городище (с. Витачів)
- Двокласна церковно-приходська школа (м. Обухів)
- Двокласне училище Міністерства народної освіти (с. Германівка)
- Дзвіниця (с. Витачів)
- Мануфактурна лавка (с. Германівка)
- Музей-садиба А. С. Малишка (м. Обухів)
- Музей-кімната ім. Григорія Косинки (м. Обухів)
- Пам'ятне місце боїв 136 стрілецької дивізії (с. Германівка)
- Пам'ятний хрест на місці поховання полковників Сулими та Верещака (с. Германівка)
- Пам'ятник хрест-оберіг Германівки (с. Германівка)
- Церква Михайлівська з дзвіницею, 1742 р. (с. Підгірці)
- Церква Покровська з дзвіницею, 1761 р. (с. Креничі)
- Церква Свято-Преобреженська, 1794 р. (с. Нещерів)

## Персоналії
Обухівщина — батьківщина видатного поета сучасності Андрія Малишка. Тут народився заслужений художник України Георгій Киянченко. У Щербанівці народився видатний новеліст Григорій Косинка (Стрілець). В Українці довгий час жив і працював відомий дитячий письменник Василь Чухліб.
Малишків край розбудовується, омолоджується: виростають нові житлові мікрорайони в Обухові. Красивішає Українка, оновлюються села — розвивається Обухівщина, центральний район Київської області.

## Політика
25 травня 2014 року відбулися Президентські вибори України. У межах Обухівського району було створено 38 виборчих дільниць. Явка на виборах складала — 70,93% (проголосували 23 287 із 32 833 виборців). Найбільшу кількість голосів отримав Петро Порошенко — 64,68% (15 063 виборців); Юлія Тимошенко — 13,26% (3 087 виборців), Олег Ляшко — 7,29% (1 698 виборців), Анатолій Гриценко — 4,58% (1 066 виборців). Решта кандидатів набрали меншу кількість голосів. Кількість недійсних або зіпсованих бюлетенів — 0,64%.